# 高木彦右衛門
高木 彦右衛門（たかぎ ひこえもん）は江戸時代の長崎で町年寄などを務めた町の有力者。
出島築造に際してその資金を提供した出島町人の1人で、キリシタン禁教令が出され町年寄の町田家が没落した後に、高木彦右衛門永貞が町年寄に就任したが、後述する「深堀騒動」により断絶する。

## 唐蘭貿易の総元締
元禄9年（1698年）、長崎町年寄筆頭であった高木彦右衛門貞親は「唐人おらんだ商売割方ならびに三ヵ一共に、総勘定の元締」に任じられ、翌10年（1697年）には銅代物替の総締役も命じられている。そして同10年に、唐蘭貿易総元締を江戸幕府から任され、代物替会所が設立された。
定高仕法で扱い切れなかった貿易品を物々交換によって取引する代物替は、元禄8年（1695年）に江戸の商人・伏見屋四郎兵衛が中国船の積戻し品を銅の代替で取引きすることを、幕府への1500両の運上（納税）を条件に認められたことから始まったものであった。それを2年後の元禄10年に、彦右衛門が2000貫目の積戻し品を、不足した銅に代って俵物によって買取ることを、2万両の運上を条件に認められたのである。
元禄11年（1698年）には、中国貿易に銀2000貫目分の煎海鼠、干鮑、鱶鰭、昆布などの俵物諸色による代物替が許可され、唐船の数も70隻から80隻となった。それに伴い、彦右衛門は同年4月に「異国（唐船阿蘭陀）商売吟味定役并（ならびに）御運上銀納方役」という勘定奉行直属の幕吏身分に任ぜられた。この時より、彦右衛門は外国貿易と運上事務を統轄することになった。こうして、彦右衛門を代物替頭取とし、町年寄4人と兼任を含む請払役12人・筆者小役15人の陣容で、代物替会所を改称した長崎会所が正式に発足した。
彦右衛門が幕府から支給された扶持米は80俵だったが、実際は10万石の大名以上の経済力をもつといわれており、既に苗字帯刀も許されていた貞親の威勢は非常に大きなものであった。また、貞親は元禄10年11月から翌11年5月まで江戸幕府の下に出頭し、3月28日には将軍に「礼拝」している。

## 深堀騒動
元禄13年（1700年）当時、彦右衛門貞親は代物替会所頭取兼長崎表御船武具預役に任ぜられており、多くの下人（使用人）を抱えていた。
この事件のあった12月19日、初の男孫が産まれ、その子の宮参りのお祝いとして高木家一族郎党は祝宴を張り、一族も下人もみな酔い、大いに騒いだ。この日、高木家の下人である又助と久助が大音寺坂ですれ違った佐賀鍋島藩の重臣・鍋島官左衛門（深堀鍋島家）の家臣、深堀三右衛門（深堀鍋島家親族・家禄三十石）が撥ねた雪解けの泥をかけられたことで揉め事になった。深堀三右衛門は詫びるも宴席帰りの高木家の下人達は許さず、激しい口論になった。その場は現場の大音寺坂の近所の者達が仲裁したが、このことに恨みを抱いた2人は仲間を集めて深堀鍋島屋敷に乱入。深堀三右衛門はじめ屋敷に居合わせた者達を打ち据え、刀を奪って逃走した。
翌朝、騒動の発端であり又助たちに打ち据えられるという恥辱を味わった深堀三右衛門と親族の志波原武右衛門が高木邸に押しかけ、又助と久助を出すよう要求。彦右衛門は低姿勢で穏便に済ませようとしたが、復仇を果たせぬことに承服できなかった三右衛門達と駆けつけた深堀鍋島家の家臣10人を加えた計12名は高木邸内に討ち入った（後から9人の加勢があったが襲撃は終わっており、戦闘には不参加）。
襲撃時に入浴中だった彦右衛門は、浴衣に刀を一振り差した姿で襲撃者に対抗した。奮戦したが最期は三右衛門に刺され、三右衛門の息子・嘉右衛門により頭を斬り割られ絶命した。後の検死で、致命傷になるような傷は3ヶ所、傷は頭部と腹部にあり、彦右衛門が振るった刀は刃こぼれし血糊も付着していたという。この襲撃により高木家の邸内は荒れ、死傷者も多数出た。深堀衆は彦右衛門の首を切断し、槍先に突き刺して屋敷から出た。襲撃を終えた直後に深堀三右衛門と志波原武右衛門は切腹した。
この事件の詮議を、幕閣の柳沢吉保と牧野成貞、阿部正武が行った。阿部の発言は鍋島家側に好意的で、他の者もそれに同意していたという。長崎奉行所による判決は、鍋島家側は高木家を襲撃した嘉右衛門はじめ家臣10人を切腹、後から加勢に加わった9人を遠島という処置で、主の鍋島官左衛門は事件当時は現地不在であったとして御構い（処罰）なし。逆に貞親の子・彦六は、討入りの際、邸内にいたにもかかわらず手向かいもせず隠れていたのは不届であるとして、家屋・家財没収の上、長崎5里四方追放と江戸・大坂・京都への居住禁止、深堀鍋島屋敷に乱入した高木家の下人9名は全員斬首、という厳しい処分が下された。判決後、彦六は天草に移り、高木家は断絶した。
当時、西浜町（にしはまのまち）にあった彦右衛門の屋敷は、高木家が没落した後、町年寄の久松家の屋敷となった。